# Teilwertabschreibung
Die Teilwertabschreibung ist ein Begriff aus dem Steuerrecht und bezeichnet eine außerordentliche Abschreibung auf ein Wirtschaftsgut auf den am Bilanzstichtag niedrigeren Teilwert. Im Handelsgesetzbuch ist eine ähnliche Abschreibung vorgesehen, die als außerplanmäßige Abschreibung bezeichnet wird, § 253 Abs. 3 Satz 5 HGB.

## Begriff des Teilwerts
Für den Teilwertbegriff existiert  eine Legaldefinition im Einkommensteuergesetz:
„Teilwert ist der Betrag, den ein Erwerber des ganzen Betriebs im Rahmen des Gesamtkaufpreises für das einzelne Wirtschaftsgut ansetzen würde; dabei ist davon auszugehen, dass der Erwerber den Betrieb fortführt.“ (§ 6 Abs. 1 Nr. 1 Satz 3 EStG)
Es handelt sich somit von der Konzeption her um einen Nutzungswert im Kontext des gesamten ökonomischen Vermögens. Der Betriebswirt Alfred Luhmer sieht den Teilwert als Shapley-Wert. Allerdings ist dieses theoretische Wertkonzept praktisch weitgehend nutzlos: Die Teilwertdefinition würde jedes Mal, wenn Anhaltspunkte für eine Wertminderung vorliegen, eine Bewertung des gesamten Betriebs notwendig machen; in einem zweiten Schritt müsste dann der anteilige Wert des betreffenden Wirtschaftsgutes ermittelt werden. Dies ist nicht praktikabel.
Daher hat die Rechtsprechung Teilwertvermutungen entwickelt:
- Im Zeitpunkt der Anschaffung oder Herstellung eines Wirtschaftsguts gelten die Anschaffungs- oder Herstellungskosten als Teilwert.
- Für die Folgebewertung gelten bei abnutzbaren Wirtschaftsgütern des Anlagevermögens die um lineare AfA verringerten Anschaffungs- oder Herstellungskosten als Teilwert.
- Bei nicht abnutzbaren Wirtschaftsgütern des Anlagevermögens gelten auch nach dem erstmaligen Ansatz die Anschaffungs- oder Herstellungskosten als Teilwert.
- Bei Wirtschaftsgütern des Umlaufvermögens gelten grundsätzlich die Wiederbeschaffungskosten als Teilwert. Bei zum Verkauf bestimmten Wirtschaftsgütern hängt der Teilwert auch von deren voraussichtlichen Veräußerungserlös (Börsen- oder Marktpreis) ab.
- Die Wiederbeschaffungskosten bilden die Obergrenze des Teilwerts, der Einzelveräußerungspreis abzüglich Veräußerungskosten und ggfs. der Gewinnspanne ist die Wertuntergrenze.

Faktisch wird das Teilwertkonzept also aufgegeben und es wird auf kosten- oder marktbasierte Wertkonzepte ausgewichen.
Der Teilwert ist der Marktwert des Wirtschaftsguts am Abschlussstichtag. Bei Aktien ist dies der aktuelle Kurs, bei Maschinen der Wiederverkaufswert. Für Ladenhüter ist in den Einkommensteuerrichtlinien ein Berechnungschema zur Ermittlung des Teilwerts vorgegeben. Allgemein ist der Teilwert der Betrag, den ein Fremder bezahlen würde, wenn er das Unternehmen übernehmen würde. Der Teilwert eines Grundstücks steigt zum Beispiel, wenn die Verkehrsanbindung verbessert wird, und sinkt, wenn eine Bodenverseuchung festgestellt wird. Zahlt ein Unternehmer aus betriebsspezifischen Gründen für ein Grundstück einen Überpreis (z. B. Arrondierung), rechtfertigt dies jedoch nicht den Ansatz eines niedrigeren Teilwerts, weil ein gedachter Erwerber des ganzen Betriebes ebenfalls diese spezifischen Gründe berücksichtigen würde.

## Regelung der Teilwertabschreibung vor dem Bilanzrechtsmodernisierungsgesetz
Dieser Abschnitt bezieht sich auf die Rechtslage vor Geltung des Bilanzrechtsmodernisierungsgesetzes (BilMoG), also keine Anwendung mehr findet bei der Bilanzierung für Geschäftsjahre, die nach dem 31. Dezember 2009 beginnen.
Handelsrechtlich musste das Umlaufvermögen immer auf den niedrigeren beizulegenden Wert abgeschrieben werden. Bei einer dauernden Wertminderung musste, ansonsten konnte das Anlagevermögen auf einen niedrigeren Wert abgeschrieben werden. Einkommensteuerlich war die Teilwertabschreibung nur bei einer dauernden Wertminderung zulässig. Aufgrund des Maßgeblichkeitsprinzips war der handelsrechtliche Abschreibungszwang auf den niedrigeren Teilwert, bei einer dauerhaften Wertminderung, auch für das Steuerrecht über § 5 EStG maßgebend. Das steuerliche Wahlrecht zur Teilwertabschreibung für das Anlagevermögen, bei dauerhafter Wertminderung, wurde somit in einen Zwang umgewandelt.
Bei der Abschreibung auf Umlaufvermögen konnten Differenzen zwischen der Handels- und Steuerbilanz auftreten, da handelsrechtlich unabhängig von einer dauernden Wertminderung abgeschrieben werden musste, steuerrechtlich die Abschreibung bei vorübergehender Wertminderung allerdings verboten war.
Nach dem Imparitätsprinzip sind die Regelungen über die Teilwertabschreibung auf die Bewertung von Verbindlichkeiten entsprechend anzuwenden. Das bedeutet, dass bei Fremdwährungsverbindlichkeiten Kursverluste von voraussichtlicher Dauer bereits zum Bilanzstichtag zu erfassen sind, während Kursgewinne erst zum Realisationszeitpunkt wirksam werden.

## Regelung unter Berücksichtigung des Bilanzrechtsmodernisierungsgesetz
Nach wie vor ist ohne dauernde Wertminderung keine Teilwertabschreibung zulässig. Bei einer dauernden Wertminderung können Abschreibungen vorgenommen werden (§ 6 Abs. 1 Nr. 1, S. 2 EStG). Im Gegensatz zum Handelsrecht ist die Abschreibung aber freiwillig. Das Maßgeblichkeitsprinzip wurde aufgehoben, sodass steuerlich nun anders abgeschrieben werden kann als handelsrechtlich. Somit kann man in der Handelsbilanz eine außerplanmäßige Abschreibung ausweisen, in der Steuerbilanz aber die planmäßige Abschreibung weiterlaufen lassen.
Die Voraussetzungen für den Ansatz eines niedrigeren Teilwerts sind zu jedem Bilanzstichtag zu überprüfen. Ist der Teilwert gestiegen oder ist bei einem niedrigeren Teilwert die Wertminderung voraussichtlich nicht mehr von Dauer, muss sowohl handels- als auch steuerrechtlich auf den höheren neuen Wert zugeschrieben werden (Wertaufholung), und zwar maximal bis zu den Anschaffungskosten abzüglich planmäßiger Abschreibung. Wurde zum vorangegangenen Bilanzstichtag eine Abschreibung auf den niedrigeren Teilwert vorgenommen und liegen die Voraussetzungen unverändert vor ist umstritten, ob der niedrigere Teilwert beibehalten werden darf oder muss.